# Kees Heemskerk (voetballer)
Kees Heemskerk (Zaanstad, 2 mei 1991) is een Nederlands voetballer die als doelman speelt.

## Loopbaan
Heemskerk begon bij PSCK en speelde zeven jaar in de jeugdopleiding van AFC Ajax. Hij ging in de Verenigde Staten college voetbal spelen en mocht in december 2013 deelnemen aan de Major League Soccer Player Combine, een vierdaagse trainigsstage voor talenten voor de Major League Soccer 2014. Hij kwam niet in de draft en ging in april 2014 in Noorwegen in de 1. divisjon spelen. Hij verruilde medio 2014 Kongsvinger IL voor FC Den Bosch, waar hij in juli 2015 zijn contract verlengde tot medio 2018. Heemskerk maakte zijn debuut voor Den Bosch op 24 oktober 2014, in een competitiewedstrijd tegen Fortuna Sittard (1-0 zege). In vier seizoenen speelde hij 120 competitiewedstrijden voor FC Den Bosch voor medio 2018 zijn contract afliep. In januari 2019 tekende hij een contract bij RKC Waalwijk. Met zijn club promoveerde hij naar de Eredivisie waarin hij op 18 augustus 2019 debuteerde in de thuiswedstrijd tegen AZ. Medio 2020 liep zijn contract af. In februari 2021 sloot Heemskerk aan bij SV TEC in de Tweede divisie. In december 2021 vertrok hij bij TEC om zich op zijn maatschappelijke loopbaan te richten.

## Statistieken
| Seizoen        | Club           | Competitie     | Competitie | Competitie | Beker | Beker | Overig | Overig | Totaal | Totaal |
| Seizoen        | Club           | Competitie     | Wed.       | Dlp.       | Wed.  | Dlp.  | Wed.   | Dlp.   | Wed.   | Dlp.   |
| -------------- | -------------- | -------------- | ---------- | ---------- | ----- | ----- | ------ | ------ | ------ | ------ |
| 2014           | Kongsvinger IL | 1. divisjon    | 0          | 0          | 1     | 0     | 0      | 0      | 1      | 0      |
| 2014/15        | FC Den Bosch   | Eerste divisie | 26         | 0          | 0     | 0     | 0      | 0      | 26     | 0      |
| 2015/16        | FC Den Bosch   | Eerste divisie | 33         | 0          | 4     | 0     | 0      | 0      | 37     | 0      |
| 2016/17        | FC Den Bosch   | Eerste divisie | 37         | 0          | 1     | 0     | 0      | 0      | 38     | 0      |
| 2017/18        | FC Den Bosch   | Eerste divisie | 24         | 0          | 1     | 0     | 0      | 0      | 25     | 0      |
| 2018/19        | RKC Waalwijk   | Eerste divisie | 0          | 0          | 0     | 0     | 2      | 0      | 2      | 0      |
| 2019/20        | RKC Waalwijk   | Eerste divisie | 3          | 0          | 0     | 0     | 0      | 0      | 3      | 0      |
| Carrièretotaal | Carrièretotaal | Carrièretotaal | 123        | 0          | 7     | 0     | 2      | 0      | 132    | 0      |